# Jens Nolte
Jens Nolte (* 11. September 1974 in Herdecke) ist ein deutscher Kameramann und Fotograf.

## Ausbildung
Nolte studierte an der Fachhochschule Dortmund Design im Fachbereich Kamera unter Adolf Winkelmann, wo er mit Diplom abschloss. Parallel dazu arbeitete er bei Filmen wie Barfuss, Agnes und seine Brüder und Dear Wendy.
Als Kameramann war er beim Westdeutschen Rundfunk unter anderen für die Formate west.art, Monitor, Quarks & Co, Wissen macht Ah!, Rockpalast und Die Anrheiner tätig. Seine Arbeiten für Kurzfilme waren auf nationalen sowie internationalen Festivals vertreten. Dazu gehört der Film Absolution, der 2008 im Rahmen der Internationalen Filmfestspiele von Cannes aufgeführt wurde.
2009 machte er sich mit Björn Leonhard selbständig und gründete die Produktionsfirma schaufenster concept & content, die in das Förderprogramm AV Gründerzentrum der Stadt Köln und der Filmstiftung NRW aufgenommen wurde.
2010 nahm er an der Masterclass „People on a Sunday“ zwischen der UCLA und der ifs internationale Filmschule Köln als Kameramann teil. Daraus entstand der Kurzfilm Spielzeit, welcher auf dem Sundance Festival 2012 seine Premiere feierte.
2011 begann er mit seinem Fotoprojekt „aufwacken!“ welches die Heavy-Metal-Fans auf internationalen Festivals und besonders auf dem Wacken Open Air auf künstlerische Weise dokumentiert. Ein Fotobuch mit dem gleichen Titel erschien 2016 im Kerber Verlag.

## Werke

### Filmographie
- 2003: Frauenparkplatz
- 2004: Schwarzer Peter
- 2005: Mittsommer
- 2006: Natürliche Bedürfnisse
- 2006: Herzton
- 2006: schlafgut
- 2007: Absolution
- 2007: Hongkong
- 2008: Widerstand[4]
- 2010: Jabhook
- 2012: Spielzeit

### Bücher
- aufwacken. Kerber Verlag, Bielefeld 2016, ISBN 978-3-7356-0250-3.